# Thomas Kling
Pour les articles homonymes, voir Kling.
Thomas Kling, né le 5 juin 1957 à Bingen am Rhein et mort le 1er avril 2005 à Dormagen, est un poète allemand.

## Biographie
Né en 1957 à Bingen am Rhein, Thomas Kling passe son enfance à Hilden puis à Düsseldorf. Il étudie la littérature allemande, l'histoire et l'histoire de l'art à Cologne, Düsseldorf et Vienne. Au milieu des années 1990, à l'invitation du mécène Karl-Heinrich Müller, il s'installe avec sa femme Ute Langanky dans une ancienne base militaire de l'OTAN à Hombroich, qui abrite aujourd'hui ses archives et sa bibliothèque (Thomas Kling Archiv). Il meurt en 2005 à Dormagen d'un cancer du poumon.

## Œuvre
Auteur important de la poésie allemande contemporaine, Kling se fait d'abord connaître par ses lectures publiques, qu'il qualifie d'« installations langagières », seul ou avec le batteur Frank Köllges. Influencée par les expressionnistes, les expérimentaux viennois ou encore Paul Celan, son œuvre compte une dizaine de recueils. D'abord témoignage de la scène punk du Ratinger Hof et des avant-gardes de la Kunstakademie de Düsseldorf, elle tend vers une archéologie du langage, mélangeant argot et corpus savant dans « un des projets les plus ambitieux d'altération de la langue allemande que l'on ait entrepris depuis plusieurs décennies. » Certains ouvrages, co-réalisés avec Ute Langanky, présentent une alternance de poésie et d’œuvres graphiques - aquarelles, gravures, photographies.
Également auteur de plusieurs essais, notamment sur la poésie orale, et traducteur de Catulle, Kling a édité une anthologie des poèmes de Friederike Mayröcker intitulée Métaux voisins. Il obtient le prix Else Lasker-Schüler en 1994, le prix Peter Huchel en 1997 et le prix Ernst Jandl en 2001.

### Choix de recueils
En allemand :
- erprobung herzstärkender mittel. Eremiten, 1986.
- geschmacksverstärker. Suhrkamp, 1989.
- brennstabm. Suhrkamp, 1991.
- nacht.sicht.gerät. Suhrkamp, 1993.
- morsch. Suhrkamp, 1996.
- Fernhandel. DuMont, 1999.
- Sondagen. DuMont, 2002.
- Auswertung der Flugdaten. DuMont, 2005.

Traductions françaises :
- Manhattan Espace Buccal. Éditions Unes, 2015 (traduction d'Aurélien Galateau). Réunit deux cycles de poèmes issus de morsch et de Sondagen.
- Échange longue distance (Fernhandel). Éditions Unes, 2016 (traduction d'Aurélien Galateau).
- appareil.vision.nocturne. (nacht.sicht.gerät.) Éditions Unes, 2018 (traduction d'Aurélien Galateau, préface de Laurent Cassagnau).
- crayons combustibles (brennstabm). Éditions Unes, 2020 (traduction d'Aurélien Galateau, postface de Laurent Cassagnau).
- Des extraits de Fernhandel sont parus dans l'Anthologie allemande contemporaine (Seghers, 2001 ; traduction de François Mathieu), dans les revues Sapriphage no 37, Po&Sie no 95 (traduction de Jean-René Lassalle) et MEET no 5 (traduction de Michèle Métail).

### Essai
- Itinerar. Suhrkamp, 1997.

### Traduction
- Catulle : Das Haar der Berenice. Tertium, 1997.

### Anthologie
- schädelmagie. Reclam, 2008.